# Svečina
Svečina – wieś w Słowenii, w gminie Kungota. 1 stycznia 2018 liczyła 145 mieszkańców.